# João Bráulio Muniz
João Bráulio Muniz (São Luís, 1796 — Rio de Janeiro, 20 de setembro de 1835) foi um político brasileiro.

## Biografia

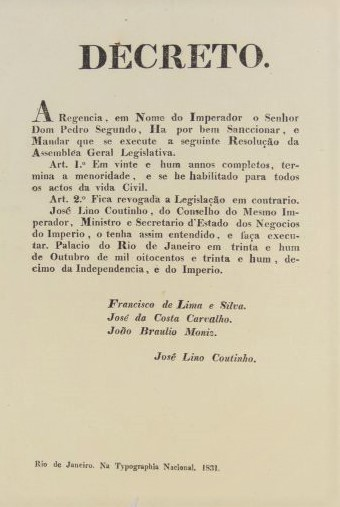
Legislação sobre maioridade penal de 1831, do governo regencial, em que Bráulio Moniz foi um componente da regência trina

Deputado geral, foi nomeado membro da regência trina permanente, cargo que ocupou de 18 de junho de 1831 até sua morte.
Durante a regência, Muniz fundou o jornal Astréa, que esteve em voga e gozou de grande prestígio na época. Mudando-se para São Paulo, fundou a primeira tipografia daquela cidade junto a José da Costa Carvalho (futuro Marquês de Monte Alegre). Ali publicaram O Farol Paulistano, primeiro jornal paulista.
Muniz foi colega de Costa Carvalho e de Bernardo Pereira de Vasconcelos na Faculdade de Direito da Universidade de Coimbra. Junto ao primeiro integrou a regência. Veio a falecer ao final do cargo, em 1835.